# 脳の三位一体論

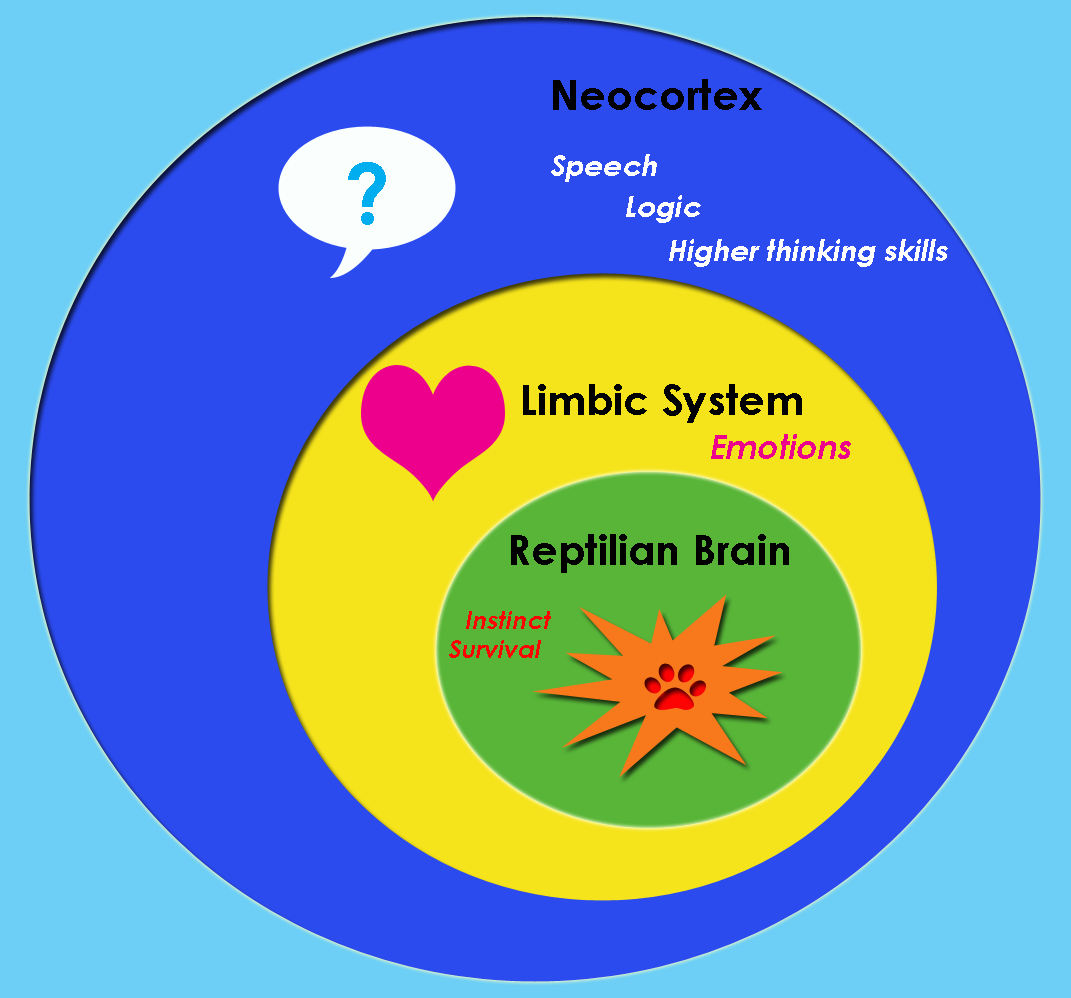
マクリーンの三位一体脳仮説のモデル。

脳の三位一体論（のうのさんみいったいろん、Triune brain）は、1960年代にアメリカの医師で神経科学者のポール・D・マクレーンによって提唱された、脊椎動物の前脳と行動の進化モデルである。神経科学や分子遺伝学の発達によりこの理論は否定されている。

## 解説
脳の三位一体論は、爬虫類的複合体（大脳基底核）、古哺乳類的複合体（大脳辺縁系）、新哺乳類的複合体（大脳新皮質）からなり、それぞれが独立した意識を持ち、進化の過程で前脳に順次追加された構造として捉えられている。
このモデルによれば、大脳基底核は原始的本能を、大脳辺縁系は感情 (情動) を、大脳新皮質は客観的あるいは理性的思考を司る。